# Коцьолкі (Мазовецьке воєводство)
Коцьолкі (пол. Kociołki) — село в Польщі, у гміні Козениці Козеницького повіту Мазовецького воєводства.
Населення — 359 осіб (2011).
У 1975-1998 роках село належало до Радомського воєводства.

## Демографія
Демографічна структура станом на 31 березня 2011 року:
|          | Загалом | Допрацездатний вік | Працездатний вік | Постпрацездатний вік |
| -------- | ------- | ------------------ | ---------------- | -------------------- |
| Чоловіки | 182     | 38                 | 129              | 15                   |
| Жінки    | 177     | 30                 | 105              | 42                   |
| Разом    | 359     | 68                 | 234              | 57                   |